# Torre de Càlig
La Torre de Càlig, a la comarca del Baix Maestrat, és una antiga torre de vigilància que se situa dins del nucli de població de Càlig, en concret al carrer Major número 2. Està catalogada de manera genèrica com Bé d'Interès Cultural, amb codi: 12.03.034-002.

## Història
Segons l'Ajuntament de Càlig, la torre data del segle xiii i es tracta d'una torre defensiva que en època medieval ja se situava al centre de la població prop de l'església.
En la paret davantera presenta un escut de pedra adossat, en el qual pot llegir-se l'any 1625, la qual cosa ha fet pensar als experts que possiblement la sala de la vila s'edifiqués en aquesta època i que les imatges, que la decoren, facen referència a la guerra dels francesos, de totes maneres poc se sap amb certesa de la història de la seva construcció, ja que fins i tot Martí de Viciana, ja en la segona meitat del segle xvi, afirma «...aunque los modernos en ella han labrado por no ser acabada no se puede más alabar de que su principio fue muy bueno y de tiempo muy antiguo.».
Com sol ocórrer amb els edificis antics, la torre s'ha vist modificada en estructura i ús al llarg del temps. S'ha utilitzat com a Ajuntament, com a presó i fins i tot com a magatzem. Actualment, no obstant això, acull el Centre Cultural la Torre, la Casa de la Cultura.

## Descripció
Es tracta d'una torre de sòlida construcció, amb planta rectangular, de fàbrica de maçoneria amb reforç de carreus en les cantonades (encara que poden veure's restes de carreus en gran part de la base i la planta baixa de la torre) i en les obertures (tant en portes com en finestres), amb tres pisos als quals s'accedeix per una escala situada en l'habitatge annexa.
En la primera planta la coberta és de canó, mentre que el segon pis presenta una techumbre amb bigues de fusta que descansen en una biga mestra de grans dimensions que divideix l'estada en dos espais o crugies. Finalment el tercer pis és una terrassa que té acabat en dues aigües i coberta amb teules àrabs.
Se sap que l'estructura inicial va ser molt modificada durant l'any 1625, moment en el qual es decora la façana i s'incorpora l'escut i certs gràfics en les parets de les seves sales interiors. A més es van realitzar en aquesta intervenció modificacions en una de les seves façanes en la qual es canviés les grandàries de certes finestres.
Al segle xix es va instal·lar a la Torre un rellotge, fabricat per “Talleres Cronos”, de Roquetes, col·locant-se el mecanisme del rellotge en una habitació annexa en la qual hi ha una placa metàl·lica amb una inscripció que diu: «Sistema Redondo-Cuenca. Reloj núm. 6 para Villa de Calig. Año 1913». A més en aquesta mateixa habitació hi ha altres inscripcions en les seves parets com la que resa: « 1. 11 Dia de Abril de 1918 (... 1960) que da Cuerda Clemente Borras. Ultimo dia que da Cuerda 9 de abril de 1961 Clemente Borras».
A la fi del segle XX es va realitzar una intervenció (sota la direcció de Miguel García Lizón) en la qual es va modificar la coberta existent a dues aigües per una coberta plana, elevant-se a més un merlet amb rematades piramidals i s'incorpora un Campanar de paret, tot això en fàbrica de maó cara vista.